# آلبرتون، جزیره پرنس ادوارد
آلبرتون (به انگلیسی: Alberton) یک شهرک در کانادا است که در جزیره پرنس ادوارد واقع شده‌است.

## خصوصیات
آلبرتون ۴٫۵۰ کیلومترمربع مساحت و ۱٬۰۸۱ نفر جمعیت دارد.